# Coris (peixe)

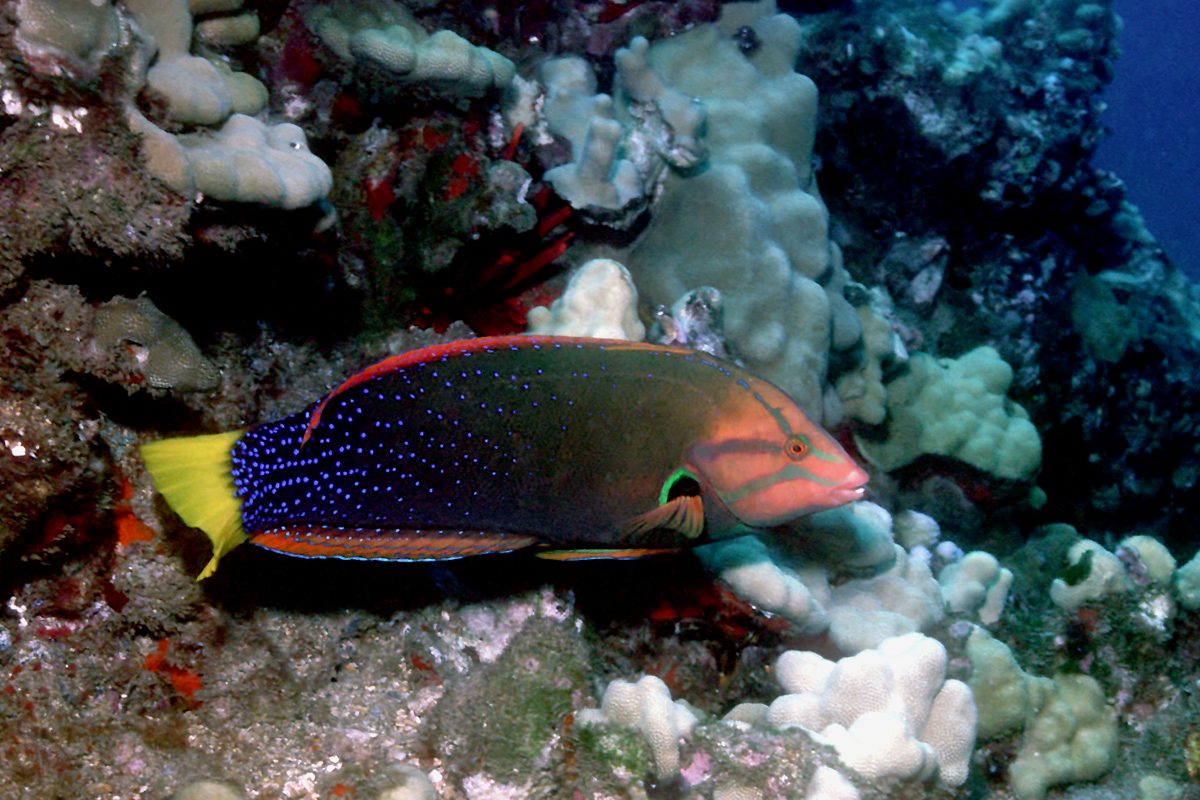
Coris gaimard

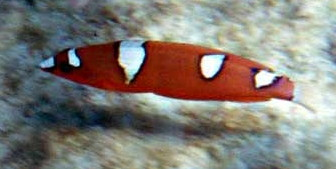
Juvenil de Coris gaimard

Coris é um género heterógeno de peixes da família dos Labridae da ordem dos Perciformes que inclui pequenos peixes multicolores, entre os quais o peixe-rei. O género inclui 27 espécies com distribuição natural nas águas costeiras e nos recifes tropicais e subtropicais de todos os oceanos, mas maioritariamente no Indo-Pacífico e no Mar Vermelho.

## Descrição
Coris é um género que inclui um conjunto heterógeno de espécies, provavelmente não monofilético, incluído no grupo Julidinae da actual família Labridae. Entre as 27 espécies aceites como pertencentes ao género, a maioria tem distribuição natural nas águas costeiras tropicais do Indo-Pacífico e do Mar Vermelho, com apenas duas espécies presentes no Atlântico e no Mediterrâneo. Algumas espécies apresentam distribuição natural circunscrita a áreas muito restritas, mas algumas distribuem-se por vastas áreas em torno do Índico e do Pacífico.
As espécie de Coris atingem comprimentos adultos entre os 10 cm e 1 m, com o corpo alongado e recoberto por escamas pequenas e numerosas, com as espécies maiores a apresentarem também corpo alargado na direção dorso-ventral. A generalidade das espécies apresenta uma grande variação de cor entre os juvenis e os animais adultos, com os juvenis geralmente com coloração muito intensa e brilhante.
O habitat preferencial dos peixes deste género são os recifes e os fundos marinhos de areia e cascalho, a baixas profundidades. As fêmeas forma forma frequentemente pequenos grupos, enquanto os machos são territoriais e defendem com denodo o seu território. Para dormir ou para escapar a uma ameaça, a maioria das espécies enterra-se na areia ou esconde-se entre o calhau rolado. Algumas espécies preparam locais de refúgio no seu território através da remoção de pequenas pedras e areia.
Alimentam-se de uma variedade de invertebrados, incluindo moluscos e ouriços-do-mar de carapaça dura. Utilizam os seus fortes dentes para voltar pedras sob as quais se escandam presas e para desalojar caranguejos-eremita das suas conchas. Os juvenis e alguns adultos pertencentes a espécies de pequeno porte comportam-se como peixes-limpadores removendo parasitas e pele morta de peixes de maior porte.
O gênero é muito provávelmente não monofilético. Um estudo filogenético de três espécies de Coris demonstrou que o grupo não forma um clado: Coris batuensis está num clado que inclui espécies do género Halichoeres e Coris gaimard é espécie-irmã de Pseudocoris yamashiroi, com Coris aygula a pertencer ao clado formado por aquelas duas espécies.
Os peixes do género Coris são frequentemente utilizados em aquariofilia pelo seu pequeno porte e coloração vistosa. Os juvenis de Coris gaimard são capturados e comercializados sob a designação de peixe-palhaço, mas como estes animais crescem consideravelmente, a maioria dos aquários domésticos não são adequados para exemplares adultos.

## Espécies
O género Coris inclui 27 espécies validamente descritas:
- Coris atlantica Günther, 1862
- Coris auricularis (Valenciennes, 1839) (western king wrasse)
- Coris aurilineata J. E. Randall & Kuiter, 1982 (gold-lined coris)
- Coris aygula Lacépède, 1801 (clown coris)
- Coris ballieui Vaillant & Sauvage, 1875
- Coris batuensis (Bleeker, 1856) (Batu coris)
- Coris bulbifrons J. E. Randall & Kuiter, 1982 (doubleheader)
- Coris caudimacula (Quoy & Gaimard, 1834) (spottail coris)
- Coris centralis J. E. Randall, 1999
- Coris cuvieri (E. T. Bennett, 1831)
- Coris debueni J. E. Randall, 1999 (De Buen's coris)
- Coris dorsomacula Fowler, 1908 (pale-barred coris)
- Coris flavovittata (E. T. Bennett, 1828) (yellowstripe coris)
- Coris formosa (J. W. Bennett, 1830) (queen coris)
- Coris gaimard (Quoy & Gaimard, 1824) (African coris)
- Coris hewetti J. E. Randall, 1999
- Coris julis (Linnaeus, 1758) (Mediterranean rainbow wrasse)
- Coris latifasciata J. E. Randall, 2013
- Coris marquesensis J. E. Randall, 1999
- Coris musume (D. S. Jordan & Snyder, 1904)
- Coris nigrotaenia Mee & Hare, 1995 (blackbar coris)
- Coris picta (Bloch & J. G. Schneider, 1801) (comb wrasse)
- Coris pictoides J. E. Randall & Kuiter, 1982 (blackstripe coris)
- Coris roseoviridis J. E. Randall, 1999
- Coris sandeyeri (Hector, 1884) (Sandager's wrasse)
- Coris variegata (Rüppell, 1835) (dapple coris)
- Coris venusta Vaillant & Sauvage, 1875 (elegant coris)

## Galeria

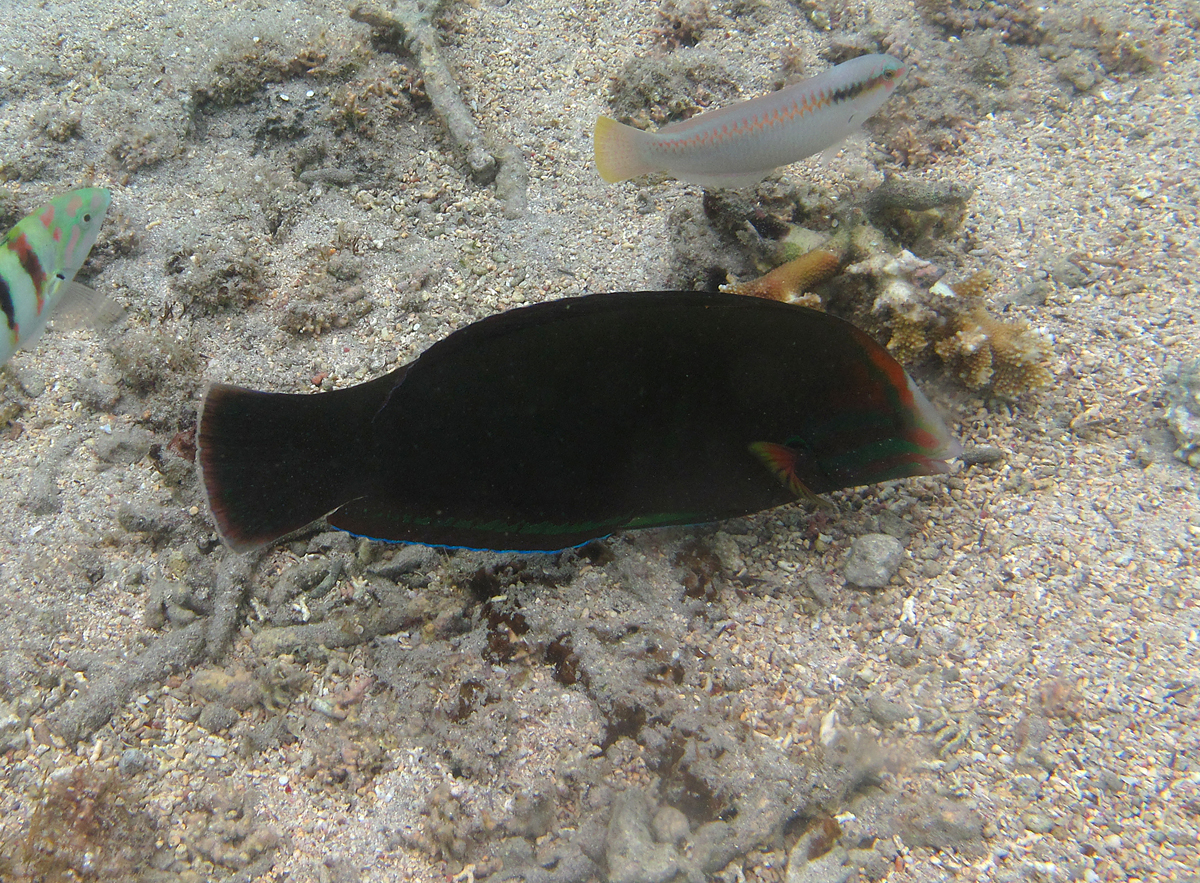
Coris cuvieri.
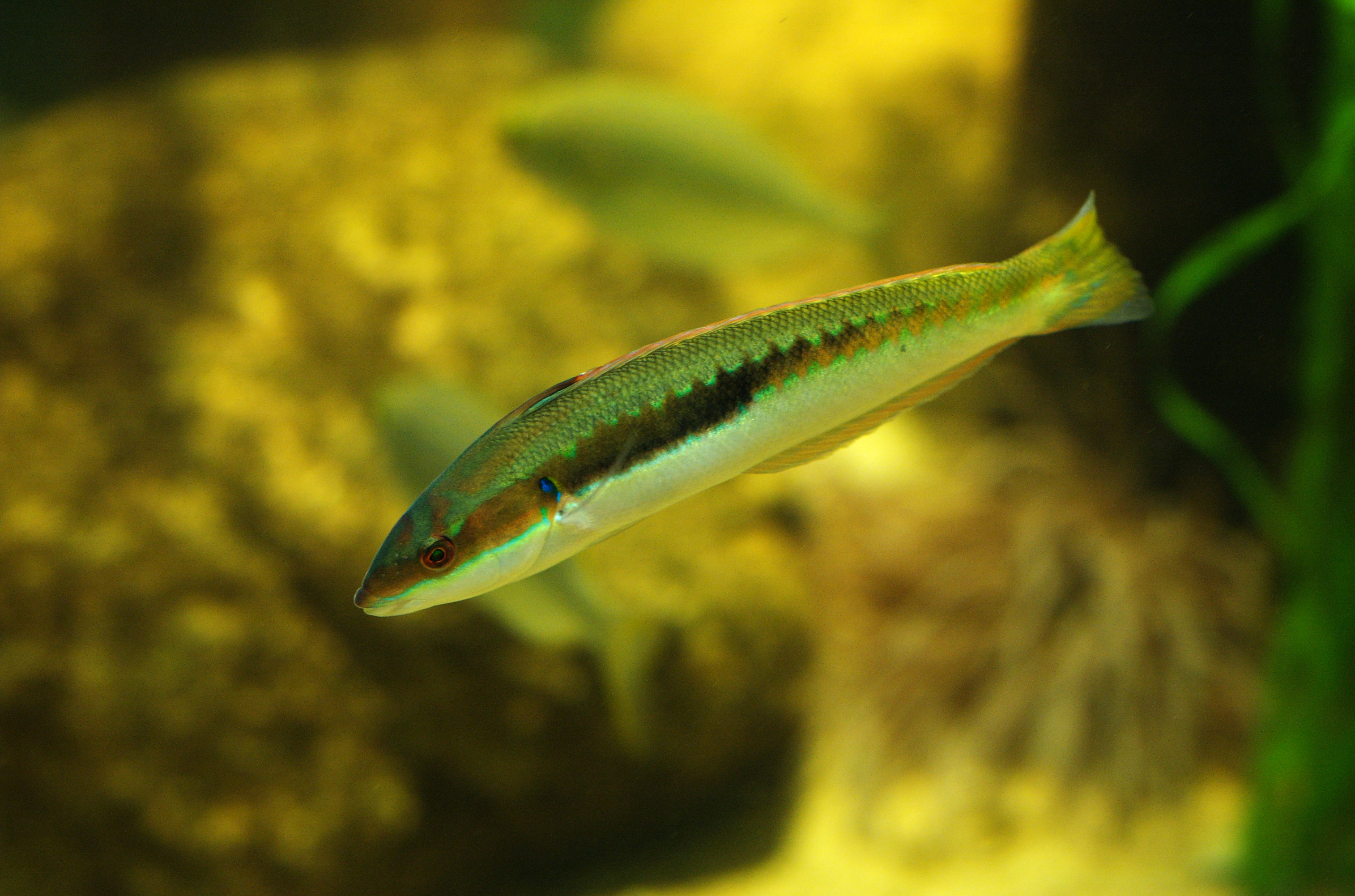
Coris julis (fêmea).
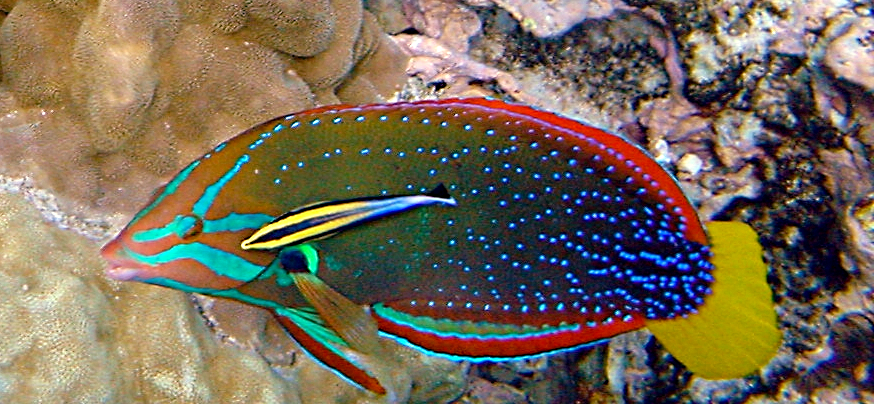
Coris gaimard (adulto).
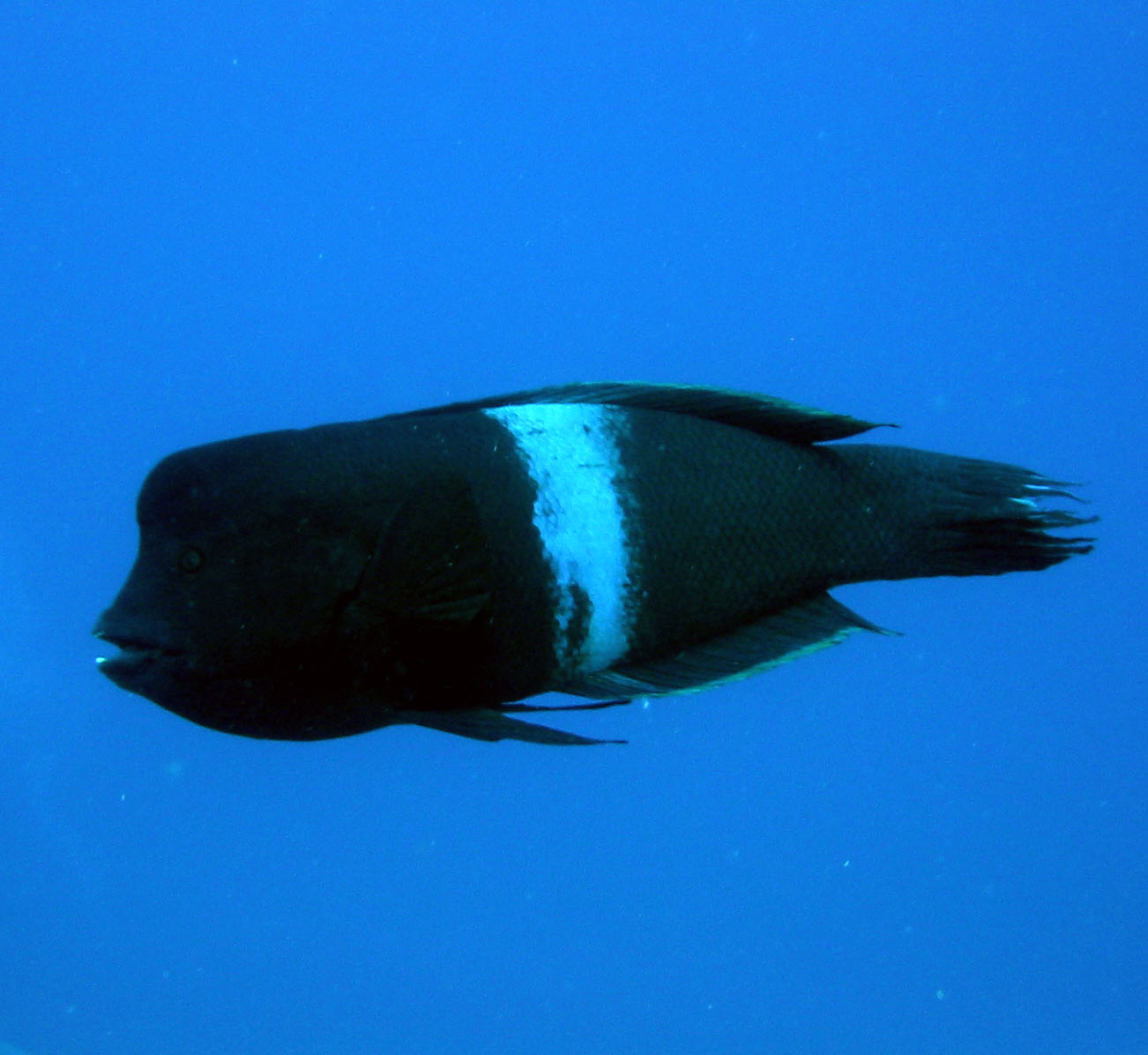
Coris aygula.
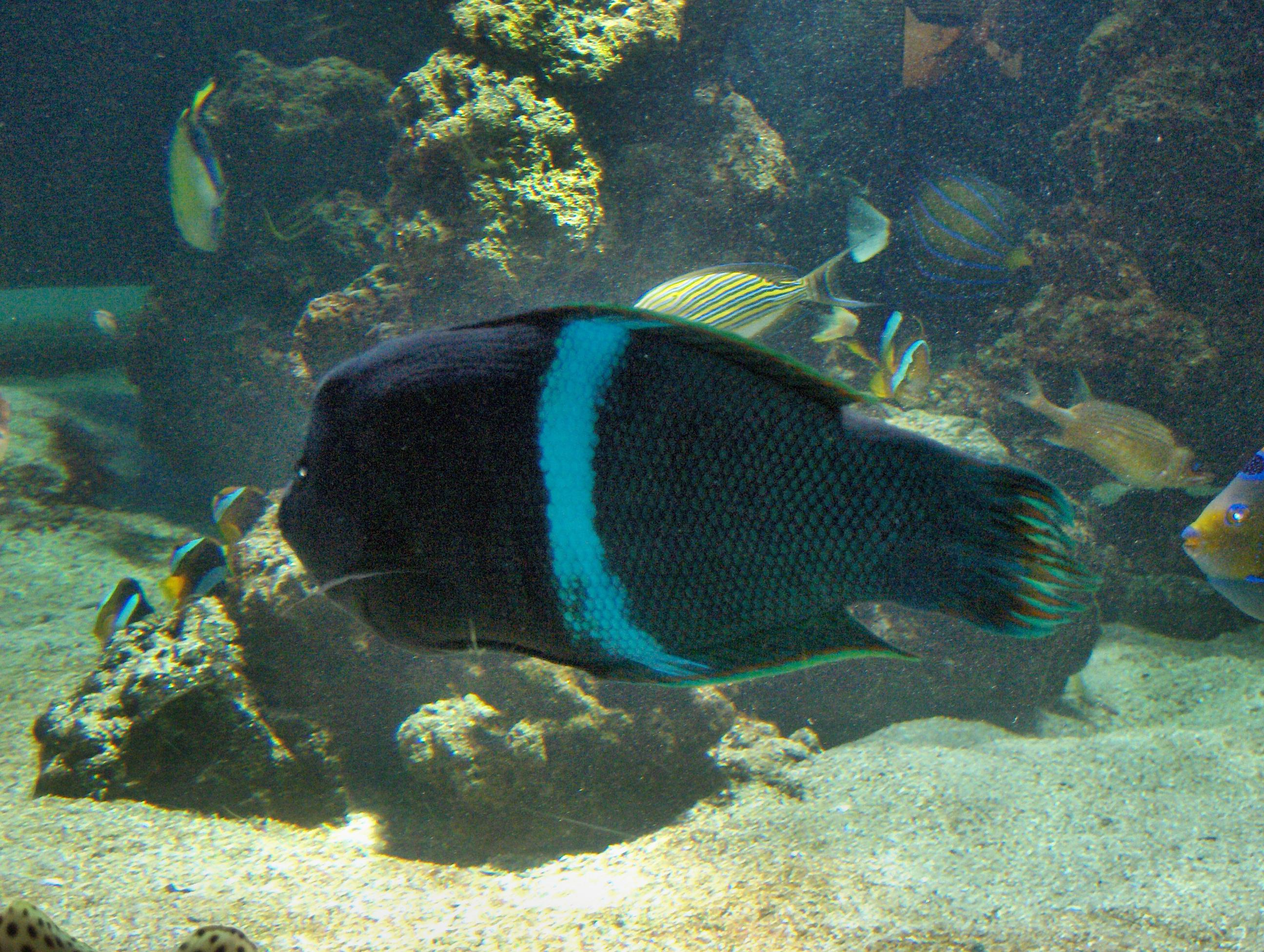
Coris aygula
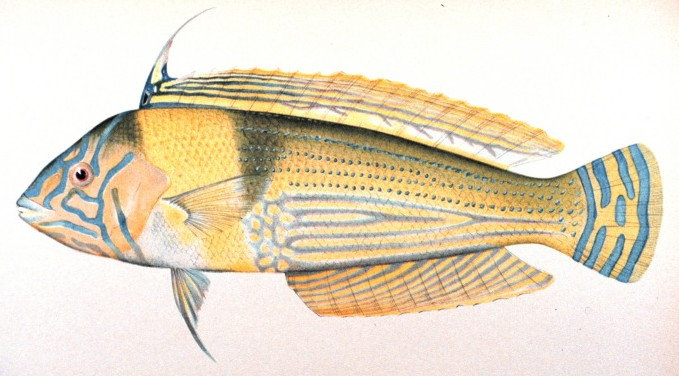
Coris ballieui
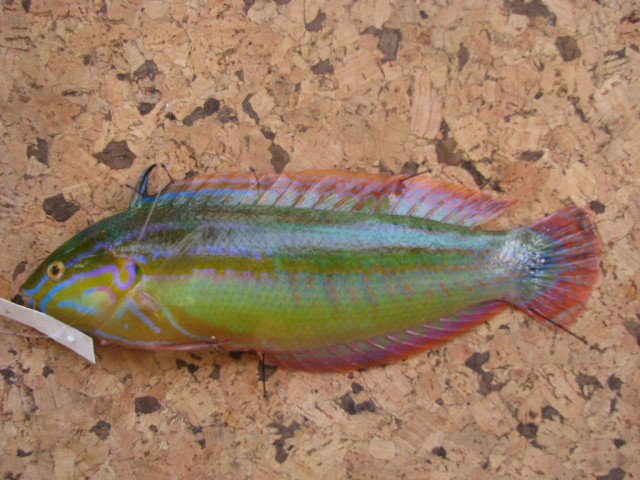
Coris caudimacula
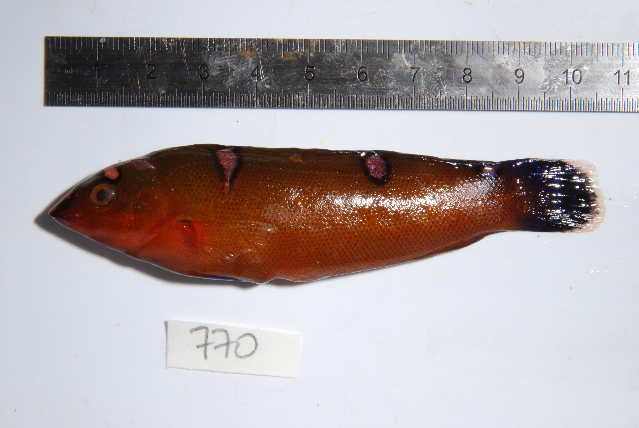
Coris cuvieri
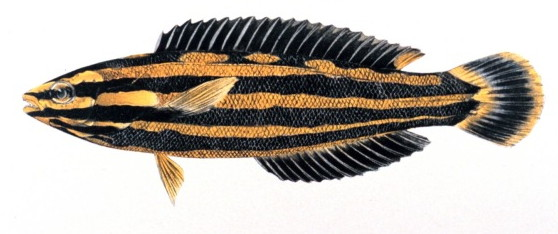
Coris flavovittata
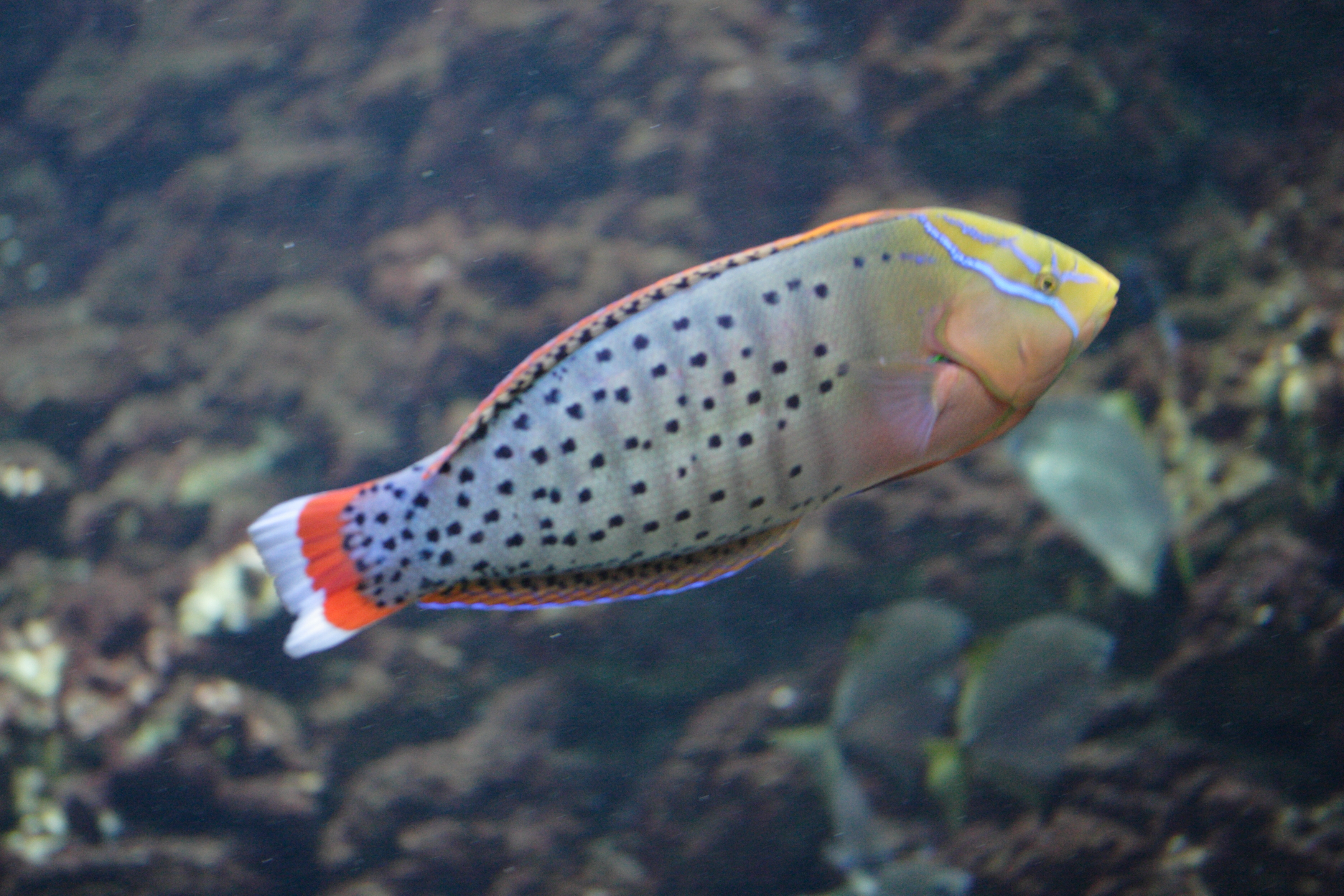
Coris formosa
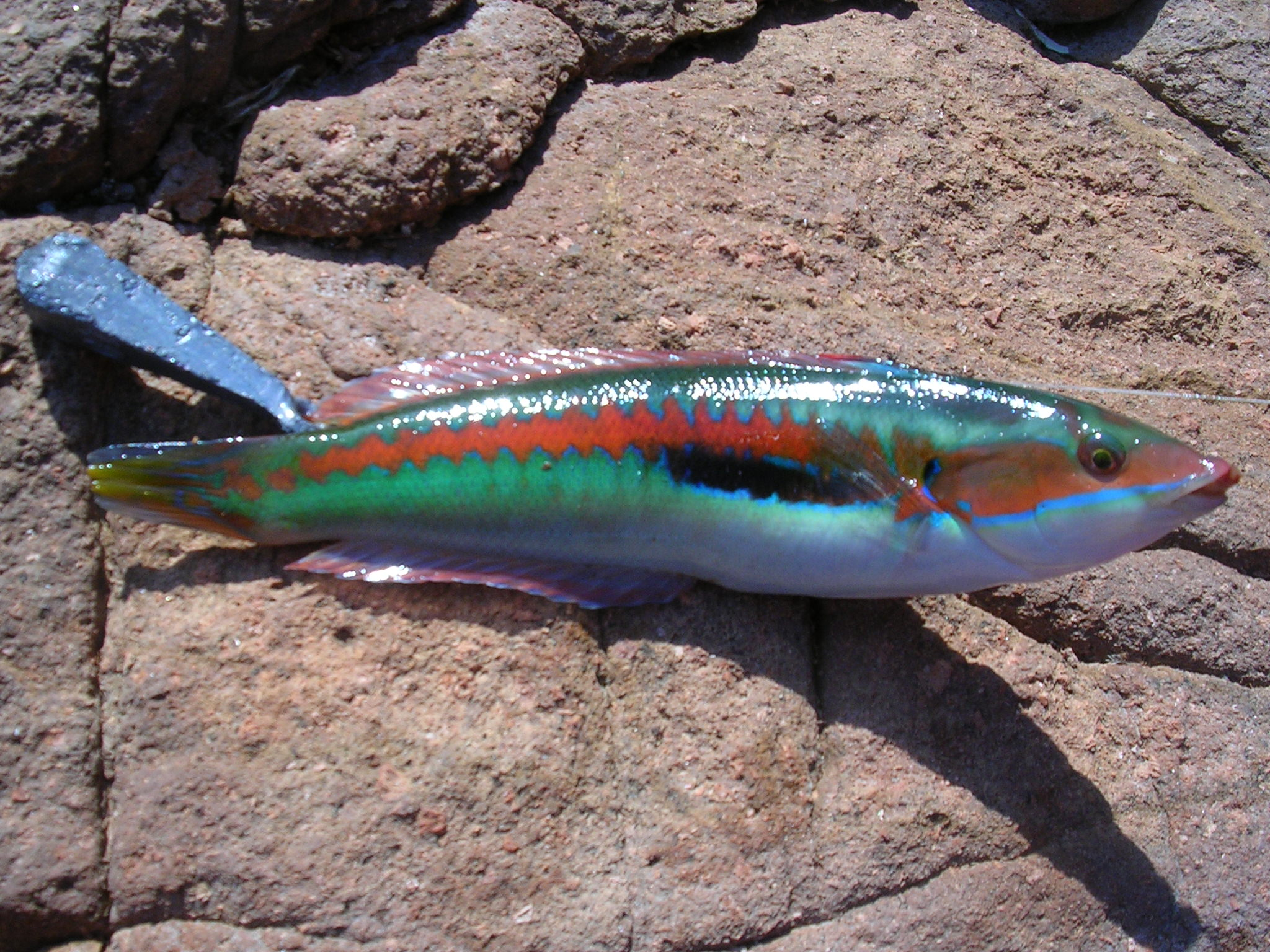
Coris julis
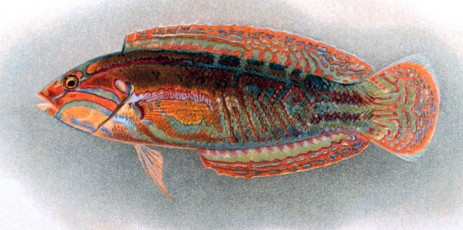
Coris venusta